# Памятник Денису Давыдову (Пенза)
Памятник Денису Давыдову — памятник российскому военачальнику и поэту, герою Отечественной войны 1812 года Денису Давыдову работы скульптора Владимира Курдова в Пензе. Один из пяти памятников (бюстов) Д. В. Давыдову в Российской Федерации. Единственный памятник, увековечивший Давыдова в гражданской одежде, а не в военной форме.
Памятник открыт 19 мая 1984 года в честь 200-летия со дня рождения Дениса Давыдова.
Является объектом культурного наследия регионального значения (1988).
Инициатор создания памятника — Георг Мясников, второй секретарь Пензенского обкома КПСС в 1961—1964 и 1965—1986 гг.

## Особенности памятника
Памятник представляет собой бронзовый бюст, установленный на четырёхгранном постаменте из розового гранита.
На постаменте памятника выбита надпись курсивом:

Пенза — моя вдохновительница

Это высказывание принадлежит Денису Давыдову. В его письме Николаю Языкову от 16 февраля 1834 года были следующие строки: «Пенза — моя вдохновительница. Холм, на коем лежит этот город, есть мой Парнас с давнего времени; здесь я опять принялся за поэзию».
Уникальность памятника состоит в том, что Давыдов увековечен не в военной форме, как его обычно изображали, а в гражданской одежде того времени. Этим подчёркивается, что памятник ему установлен, прежде всего, как поэту.
Инициатор создания памятника Г. В. Мясников так описывал свои впечатления в день его открытия:

«Денис великолепен. <…> Стоит на ветру, с грустью в глазах от пережитой любви в Пензе. Рубашка бронзовая и галстук на ветру „колышется“, создавая впечатление жизни бюста».

## Денис Давыдов и Пенза
Создание в Пензе памятника Денису Давыдову было вызвано тем, что часть его жизни и литературного творчества связано с Пензой и Пензенской губернией.
В конце 1820-х годов прославленный герой Отечественной войны 1812 года перебрался жить в своё имение в селе Верхняя Маза Симбирской губернии (ныне Радищевского района Ульяновской области). С этого времени начались его поездки в соседнюю Пензенскую губернию. В 1829 году и 1832—1836 годах Денис Васильевич посещал губернский город Пензу и село Алферьевку Сердобского уезда Пензенской губернии (ныне — Колышлейского района Пензенской области), где жила семья его боевого друга — помещика Дмитрия Алексеевича Бекетова. Давыдов называл Бекетова «подкомандующим», они были знакомы ещё с войны 1812 года. Помимо встреч с семьёй фронтового товарища, Давыдов, находясь в Пензе, также участвовал в губернских балах и посещал городские ярмарки.
В 1833 году на балу в Пензенском дворянском собрании Денис Давыдов познакомился с племянницей Дмитрия Бекетова — Евгенией Дмитриевной Золотарёвой (1810—1867). Она окончила Пензенский женский пансион, много читала, увлекалась музыкой, была мечтательной натурой. Эта молодая красивая девушка стала «последней музой поэта». Эффектная внешность, манеры и образование Золотарёвой произвели большое впечатление на Давыдова. 30 декабря 1833 года он переслал писателю и филологу М. А. Максимову четверостишие, написанное «при появлении на бале одной красавицы в Пензе»:

Вошла — как Психея, томна и стыдлива,
Как юная пери, стройна и красива…
И шёпот восторга бежит по устам,
И крестятся ведьмы, и тошно чертям!

Давыдов был значительно старше Золотарёвой, был женат и имел шестерых детей, однако увлечение молодой пензенской дворянкой оказалось довольно сильным. 20 февраля 1834 года Давыдов писал Петру Вяземскому: «Я, право, думал, что век сердце не встрепенётся, и ни один стих из души не вырвется. З-ва [Золотарёва] всё поставила верх дном: и сердце забилось, и стихи явились…».
В 1833—1836 годах Давыдов создал цикл лирических стихотворений, посвящённых Евгении Золотарёвой (иногда его называют «золотарёвский цикл»). К нему относятся произведения «NN», «Вальс», «25 октября», «Записка, посланная на бале», «И моя звёздочка», «На голос русской песни» («Я люблю тебя, без ума люблю…»), «О, кто, скажи ты мне, кто ты…», «После разлуки», «Речка», «Романс», «Что пользы мне в твоём совете…», «Я Вас люблю…», «В былые времена она меня любила…», «Унеслись невозвратимые…», «Выздоровление» и «Я помню — глубоко…» («Твои очи»). Многие стихи были написаны в Пензе. Некоторые из стихотворений цикла относятся к числу лучших произведений Давыдова. В «Золотарёвском цикле» стихотворений Давыдов объяснялся в любви своей молодой пензенской избраннице, восхищался её красотой, описывал свои душевные страдания и пр.
Сохранилась обширная переписка Давыдова с Золотарёвой на французском языке — около 70 писем. В письмах он, как и в стихах, объяснялся ей в любви, просил о взаимности. Воспитанная в строгих правилах пензенская барышня, в свою очередь, предлагала ограничиться простой дружбой, которая её очень радовала. В письмах они вели также диалог о новинках литературы (в частности, об А. С. Пушкине), о нотах, которые Давыдов ей присылал и пр.
Роман закончился в 1835—1836 годах. Золотарёва вышла замуж «за нелюбимого и немолодого» соседского помещика, отставного драгунского офицера Василия Мацнева, а Давыдов скончался в 1839 году на 55-м году жизни.

## История создания памятника

### Появление идеи
Инициатива увековечения в Пензе памяти Дениса Давыдова принадлежит советскому государственному и общественному деятелю Георгу Мясникову, который в 1961—1964 и 1965—1986 гг. был вторым секретарём Пензенского обкома КПСС. 9 января 1982 года Мясников упомянул в своём дневнике о планах «что-либо придумать в Пензе» к 200-летию Дениса Давыдова в 1984 году. На следующий день Мясников дал поручение одному из подчинённых «думать, как отметить факт поэтического вдохновения знаменитого русского гусара-воина и поэта». В этот же день, 10 января 1982 года, Мясников упоминает в дневнике: «Надо, очень надо Денису тоже поставить камень. Весь вопрос теперь, где и какой?» (в этот день в Пензе был открыт Пугачёвский камень).

### Работа над созданием
Позже было принято решение создать памятник в форме бюста. Работа была поручена известному пензенскому скульптору, фронтовику Владимиру Курдову. Процесс создания памятника занял у него немногим больше года. Много времени ушло на сбор материалов о Давыдове. Чтобы лучше понять характер поэта-гусара, Курдов прочитал почти все его произведения, изучил имеющиеся литографии, гравюры, портреты и рисунки.
22 января 1983 года в пензенском Доме художника Курдов показал Г. В. Мясникову проект бюста Давыдову. Мясников записал в дневнике впечатления о скульптуре: «Что-то есть, но смущает генеральское обличье, помпезность. Нам же нужен поэт, вдохновлённый последней любовью, испытавший взлёт поэтического дара. Надо ещё искать…». 12 февраля 1983 года Курдов показал Мясникову новый вариант бюста — без мундира, в гражданской одежде. Мясникову понравился этот вариант памятника, и он поручил скульптору продолжать работу дальше. Мясников отметил также, что Давыдов получился «с хитринкой и лукавым лицом». 23 апреля Мясников вновь посетил мастерскую Курдова и записал в дневнике, что памятник Давыдову «проще стал в размере, пропала лукавинка. Надо его дотягивать, но основа есть, и мы его поставим». Через несколько дней 29 апреля он вновь посетил мастерскую скульптора и подчеркнул в своём дневнике: «Отличный Денис Давыдов. Другой уровень мастерства. Это — не стыдно ставить, и обязательно поставим к 200-летию со дня рождения поэта. Если не помешает ЦК». 6 марта 1984 года Мясников, после прочтения подборки материалов о Денисе Давыдове в газете «Неделя» (там дважды упоминалась Пенза), записал в дневнике: «Надо, пока есть силы, ставить бюст этому русскому мужику!».
21 марта 1984 года Мясников провёл телефонные переговоры с министром культуры РСФСР Юрием Мелентьевым, обсудив, в числе прочего, и вопрос о создании памятника Давыдову. «Критиковал его, — отметил в дневнике Мясников, — что не ценим свои национальные богатства. Отметили 800-летие какого-то татарина из волжских булгар, а первого русского партизана, героя 1812 г., сподвижника Кутузова, друга Пушкина и многих выдающихся деятелей начала XIX века, поэта, автора уникальнейших записок — никто не шевелится, хотя приближается 200-летие Д. Давыдова Как это понимать?». Мелентьев сказал, что пометил для себя этот факт. В конце разговора министр культуры сказал второму секретарю обкома: «Не рискуй с бюстами, могут накрыть». Мясников ответил Мелентьеву: «Если пострадаю, то за любовь к Отечеству».

### Выбор места установки
21 марта 1984 года Мясников осмотрел ряд мест в Пензе, где можно было бы установить памятник. Одним из вариантов была площадка на месте снесённых домов на улице Московской, где когда-то размещалась фотография Вакуленко. Однако Мясников посчитал, что бюст «не организует и не удержит» эту площадку, и лучше построить на ней небольшое здание. В итоге местом для установки памятника был выбран небольшой сквер в центральной части Пензы, на пересечении улиц Кирова и Либерсона. Сквер находился на территории, прилегающей к бывшему Троицкому женскому монастырю, который к тому времени был закрыт и прекратил свою деятельность. В сквере было много зелени, он находился на некотором возвышении и просматривался в двух сторон — с улиц Кирова и Либерсона, по которым проходили автомобильные дороги и пешеходные тротуары. Рядом располагалась остановка общественного транспорта, а неподалёку — бывшее здание Пензенского Дворянского собрания (сейчас там находится Законодательное Собрание Пензенской области), в котором неоднократно бывал Давыдов, находясь в Пензе. Мясников принял решение: «Здесь и будем ставить!» и дал поручения благоустроить сквер и заменить светильники.
В этот же день Мясников посетил Дом художника и нашёл бюст Давыдова, выполненный Курдовым, «отличным», подчеркнув, что он «хорошо получился». «Добились того, что искали, — пишет в дневнике Мясников, — Не генерал, не гусар, а русский поэт. Таким его знала Пенза в закатной любви за пять лет до смерти».

### Открытие
Утром 19 мая 1984 года «без каких-либо торжеств» памятник Денису Давыдову был открыт. Отсутствие публичных праздничных мероприятий по случаю открытия памятника было связано с тем, что Москва так и не дала официальную санкцию на его установку. Но, так как не было и прямого запрета, то памятник всё же открыли под ответственность Пензенского обкома КПСС, а фактически — конкретно Георга Мясникова. Второй секретарь обкома в этот день записал в дневнике: «у меня на душе праздник», «редко получал такое удовлетворение от сделанного» и выразил надежду, что ему, как автору идеи, «за это когда-нибудь не попадёт крупно». Он заметил также, что считает этот бюст «удачей В. Курдова». Сквер, на территории которого установили памятник, стал называться «Сквер Дениса Давыдова».
Открытие памятника за два месяца до 200-летия Д. В. Давыдова, возможно, было сделано с той целью, чтобы в сами дни посмертного юбилея поэта (16 (27) июля 1984 года) провести торжественные мероприятия, афишируя внимание на праздновании 200-летия Давыдова, а не на открытии памятника, который был установлен без санкции. По этому поводу Мясников записал в дневнике: «Тайно делаем бюсты своих национальных героев, прячемся, боимся, как бы не попасть под расправу за отвлечение средств и металла. Глуповато звучит, но такова действительность, таковы требования!».
15 июля 1984 года (накануне 200-летия Дениса Давыдова) в сквере перед новым памятником прошли краткие праздничные мероприятия, которые провёл Кирилл Вишневский (читали стихи Давыдова, исполняли романсы на его стихи). «Масса народу, цветы, праздник», — упоминает Мясников.
Открытие памятника было встречено позитивными информационными отзывами в советской прессе. Помимо пензенских газет, об открытии памятника в Пензе написала «Правда» и другие газеты.
Правнук Дениса Давыдова, Лев Денисович Давыдов, написал восторженное письмо скульптору Владимиру Курдову:

«… выполненный Вами его бюст очень меня обрадовал правдивостью изображения и общей композицией. Он не идёт ни в какое сравнение с бюстом, выполненным скульптором Айрапетяном, где он [Давыдов] совершенно не похож на себя… Приношу Вам от имени оставшихся правнуков Д. В. Давыдова большую благодарность за прекрасную работу в его изображении именно соответствующую его возрасту, в котором он часто бывал в Пензе».

Решением Пензенского облисполкома от 1 декабря 1988 года бюст Дениса Давыдова был признан объектом культурного наследия регионального значения (Пензенская область).

## Перенос памятника
В 1999 году земля, на которой находился сквер Дениса Давыдова и стоял памятник, была передана вновь открытому Троицкому женскому монастырю. В этом же году по периметру территории монастыря началось строительство высокого кирпичного забора. Судьба памятника и сквера, которые должны были быть полностью закрыты забором, не была чётко решена. Вскоре со стороны улицы Либерсона памятник был полностью закрыт забором. Но, когда строительство забора со стороны улицы Кирова подошло вплотную к скверу и памятнику, в заборе решили пропустить один пролёт (в месте перед памятником). Была выдвинута инициатива, чтобы забор монастыря по улице Кирова прошёл не прямой линией, а «завернул» внутрь территории, обогнув памятник и небольшую часть сквера. Памятник Давыдову в этом случае располагался бы прямо в монастырском заборе, в небольшой арке. Но его нельзя было бы увидеть издалека, с разных сторон, только вблизи и спереди; памятник решили перенести в другое место в пределах центральной части города. В региональной прессе шутили, что гусару Давыдову придётся уступить место дамам. После этого ранее пропущенный пролёт в монастырском заборе был достроен, и памятник оказался на территории монастыря, окружённый забором со всех сторон. С улицы его не было видно вообще. Пройти к памятнику можно было только через центральный вход на территорию монастырского комплекса.
Перенос памятника растянулся на три года. Пензенские журналисты время от времени шутили, что бравый гусар скрывается в женском монастыре. Администрация монастыря, со своей стороны, неодобрительно относилась к нахождению памятника поэту-гусару на территории православной женской обители.
В 2002 году памятник был, наконец, перенесён на территорию небольшого сквера на улице Московской — центральной улице города. Там он находится и в настоящее время.
Вскоре после переноса памятника, в сентябре 2002 года с его постамента вандалами были отломаны металлические буквы-надпись «ДЕНИС ДАВЫДОВ». Некоторое время памятник стоял без подписи, и гости города порой не могли догадаться, кому именно он посвящён. Позже вместо отломанных букв на постаменте памятника была установлена мемориальная доска с именем Давыдова.
Сквер на улице Московской, на территории которого располагается памятник, был благоустроен, оборудован для отдыха горожан и назван именем Дениса Давыдова. Его выложили плиткой и установили лавочки.
В настоящее время (2025) памятник, в целом, находится в хорошем состоянии. Однако надпись «Пенза — моя вдохновительница» сильно затёрлась и с трудом различима.